# ويلبر يونغ
ويلبر يونغ (بالإنجليزية: Wilbur Young)‏ هو لاعب كرة قدم أمريكية أمريكي، ولد في 20 أبريل 1949 في نيويورك في الولايات المتحدة، وتوفي في 5 يوليو 2014 في شارلوتسفيل في الولايات المتحدة.

## وصلات خارجية
- ويلبر يونغ على موقع مرجع كرة القدم المحترفة.كوم (الإنجليزية)